# Diecéze Beja
Diecéze Beja (latinsky Dioecesis Beiensis) je římskokatolická diecéze na území Portugalska se sídlem v městě Beja a s katedrálou sv. Jakuba Staršího. Je sufragánní diecézí vůči arcidiecézi Évora. 

## Historie
Diecéze Beja vznikla ještě v římské době, byla nazývána diecéze Pax Iulia a byla sufragánní vůči metropoli Emerita Augusta. Známe jména sedmi biskupů této diecéze, která zanikla po příchodu Arabů. K její obnově došlo až v roce 1770, původní katedrálou byl dříve jezuitský kostel sv. Sizenanda. Ten byl ovšem po vzniku portugalské republiky zkonfiskován (1910), provizorně byl pro-katedrálou kostel Nejsv. Spasitele, od roku 1924 oficiálně současná katedrála sv. Jakuba Staršího. 